# Gamma Ursae Majoris
Désignations
Gamma Ursae Majoris (γ UMa / γ Ursae Majoris), également nommée Phecda, est une étoile binaire de la constellation de la Grande Ourse. Sa magnitude apparente est de 2,44. D'après la mesure de sa parallaxe annuelle par le satellite Hipparcos, le système est situé à ∼ 83,2 a.l. (∼ 25,5 pc) de la Terre. Il se rapproche du Système solaire à une vitesse radiale de −12 km/s.

## Nomenclature et histoire

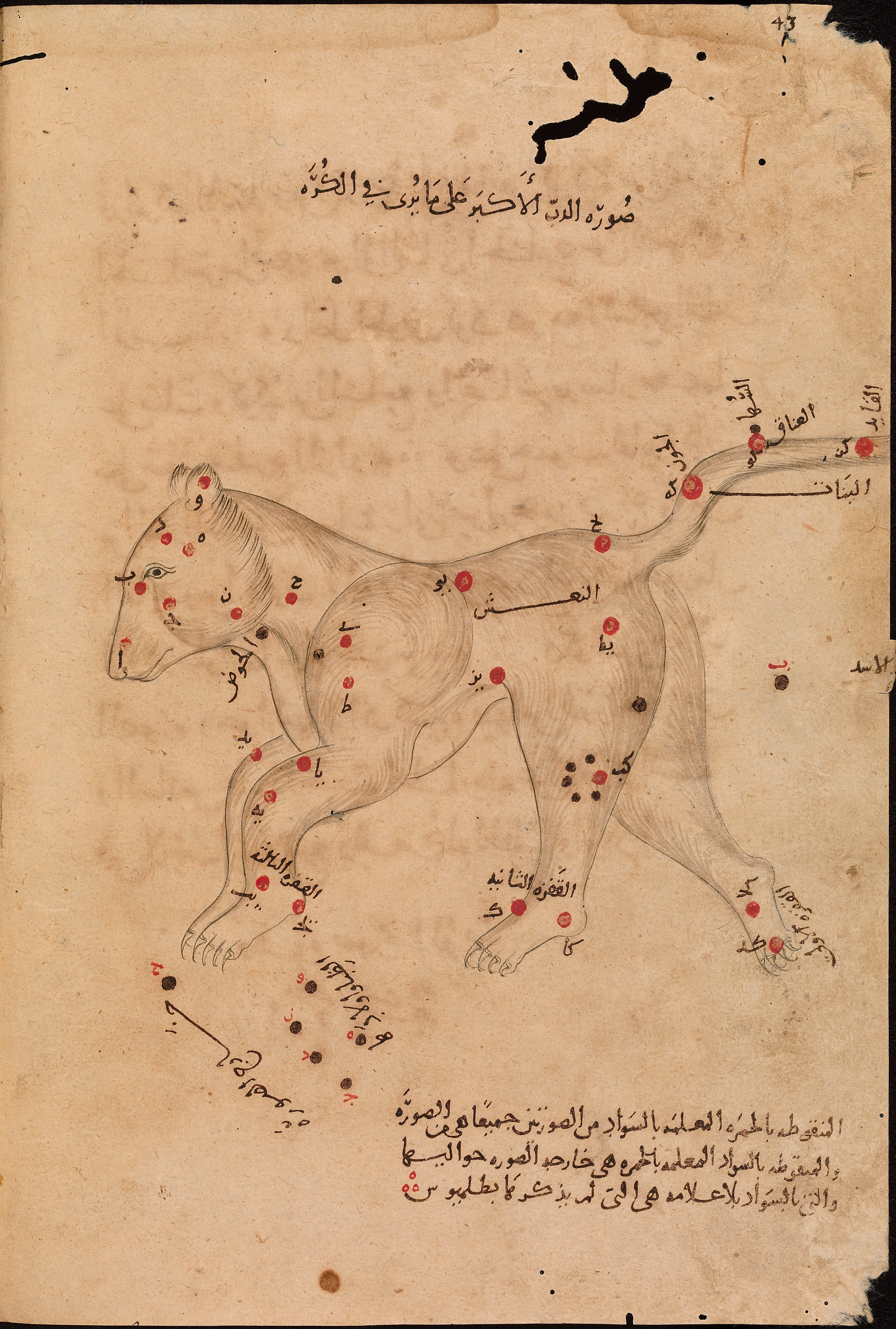
الدبّ الأكبر al-Dubb al-Akbar, « la Grande Ourse » dans une édition du traité de ᶜAbd al-Raḥmān al-Ṣūfī XIe s.

Phecda est le nom de l'étoile à présent approuvé par l’Union astronomique internationale (UAI). Il vient de l’arabe مراقّ الدبّ الأكبر  Faḫḏ al-Dubb al-Akbar, « la Cuisse du Grand Ours », qui s’inscrit tardivement dans le cadre de la représentation grecque reprise par astronomes arabes au IXe siècle. Dans sa traduction du زيجِ سلطانی Zīğ-i Sulṭānī ou « Tables sultaniennes » d’Uluġ Bēg (1437), Thomas Hyde (1665) donne la transcription ‘Phacht AlDub AlAcber’. En passant par l’intermédiaire du philologue Friedrich Wilhelm Lach (1796) qui donne ‘phacht el-dub el achbar’, Johann Elert Bode s’en saisit une première fois sous la forme simplifiée Phacht. Immédiatement après, le palermitain Giuseppe Piazzi (1814) retourne à directement à Thomas Hyde pour donner lui aussi la forme simplifiée Phecda. Les deux formes vont passer au XIXe siècle dans les catalogues, mais c’est celle de Piazzi qui va prévaloir.

## Description
Pour la plupart des observateurs de l'hémisphère nord, Phecda est plus connue comme étant l'étoile en bas à gauche formant la benne du Chariot. Avec quatre autres étoiles de cet astérisme bien connu, Phecda forme un vrai amas lâche d'étoiles appelé le courant d'étoiles de la Grande Ourse.
Phecda est une binaire astrométrique. Le compagnon perturbe régulièrement l'étoile primaire, si bien qu'un mouvement autour de leur barycentre est visible au cours du temps. À partir de ce mouvement, une orbite a été déterminée avec une période de 20,5 ans.
Sa composante primaire est une étoile blanche de la séquence principale de type spectral A0Ve, plus grande, plus chaude et plus lumineuse que le Soleil. C'est une étoile Ae, qui est entourée par une enveloppe de gaz qui est à l'origine de la présence de raies en émission dans son spectre, ce qui est indiqué par la lettre « e » dans le suffixe du type spectral. L'étoile est 2,94 fois plus massive que le Soleil, elle est environ 65 fois plus lumineuse que le Soleil et sa température de surface est de 9 520 K. Elle tourne rapidement sur elle-même, à une vitesse de rotation projetée de 178 km/s.
La composante secondaire est une naine orange de type spectral K2V qui fait 79 % la masse du Soleil, 40 % sa luminosité et dont la température de surface est de 4 780 K. La magnitude apparente de Phecda varie légèrement entre 4,71 et 4,75. Ses deux étoiles apparaissent être variables, la primaire est due sa nature d'étoile Ae, la secondaire est une étoile éruptive.